# Molophilus mouensis
Molophilus mouensis là một loài ruồi trong họ Limoniidae. Chúng phân bố ở miền Australasia.